# The End of Eternity
The End of Eternity ist ein 1955 veröffentlichter Science-Fiction-Roman von Isaac Asimov, in dem eine zeitreisende Bürokratie, die „Ewigkeit“, dafür sorgt, dass die Menschheitsgeschichte innerhalb annehmbarer Parameter verläuft. Als die Ewigkeit ihre eigene Existenz durch den Erhalt einer Zeitschleife bedingen muss, schreitet die Menschheit einer außerhalb des Einflussbereichs der Ewigkeit liegenden Zeit ein, da der nivellierende Einfluss der „Zeitbürokraten“ zum Ende der Menschheit führen wird.
Asimov verband den Roman später mit seinem berühmten Foundation-Zyklus, indem er in dem Roman Foundation’s Edge (dt. Titel: „Die Suche nach der Erde“) darauf hinweist, dass die „Foundation“-Geschichte in einem Universum spielt, in dem die „Ewigkeit“ vernichtet wurde.
Der Roman wurde 1958 in deutscher Übersetzung unter dem Titel Das Ende der Ewigkeit veröffentlicht.

## Handlung
Ab dem 27. Jahrhundert errichtet die Menschheit die „Ewigkeit“, eine Organisation außerhalb der Zeit, die die Menschheit observiert und krasse historische Ausbrüche oder Katastrophen durch möglichst kleine „Realitätsänderungen“ verhindert. Ziel ist es, das Leiden der Menschen auf ein Minimum zu reduzieren. Dabei ist die „primitive“ Zeit vor der Erfindung der Zeitreise im 27. Jahrhundert Tabu. Zudem ist den „Ewigen“ die Zeit zwischen dem 70.000. und 150.000. Jahrhundert („die verborgenen Jahrhunderte“) aus unbekannten Gründen unzugänglich. In der Zeit danach gibt es keine Menschen mehr.
Andrew Harlan ist ein Techniker der „Ewigkeit“, einer der Spezialisten, die Realitätsänderungen umsetzen. Er interessiert sich stark für die primitiven Zeit und soll diese auf Geheiß seines Vorgesetzten, des Senior-Rechners Laban Twissell, dem Neuankömmling Cooper näher bringen. Während Harlan eine Woche im 482. Jahrhundert verbringt, verliebt er sich in Noÿs Lambent. Um sie vor einer Realitätsänderung zu schützen, verbirgt er sie, gegen die Regeln der „Ewigkeit“, in einer leeren Station in einem der verborgenen Jahrhunderte.
Als Harlan später durch eine unerklärliche Zeitblockade an der Rückkehr zu Noÿs gehindert wird, verdächtigt er die oberen Etagen der „Ewigkeit“. Er konfrontiert Twissell und eröffnet ihm eine Entdeckung: Er hat bereits verstanden, dass sein Schüler Cooper in die „primitive“ Zeit gesandt werden soll, um die Erfindung des Zeitfelds zu ermöglichen. Twissel bestätigt diese Aktion, die sie zur Sicherung der „Ewigkeit“ durchführen müssen. Harlan, in dem Glauben, von seiner Geliebten getrennt zu werden, sabotiert die Zeitreise Coopers, der nun in einer tieferen Vergangenheit gestrandet ist.
Twissell ist verzweifelt; da die „Ewigkeit“ aber weiterhin existiert, theoretisiert er, dass sie die Option haben, Harlans Sabotage ungeschehen zu machen – die Zeit ist träge und widersetzt sich größeren Änderungen. Sie entdecken in alten, von Harlan gesammelten Magazinen einen Hinweis auf Coopers Landezeit. Harlan fordert Noÿs, aber Twissell weiß nichts von der Zeitblockade und beteuert, dass niemand, nicht einmal der Ewigkeitsrat, in der Lage sei, eine Zeitblockade zu errichten. Als sie in die verborgenen Jahrhunderte reisen, ist dies ohne Probleme möglich. Beide rätseln, wer oder was diese Blockade ausgelöst haben könnte.
Harlan soll nun in die Vergangenheit reisen und Cooper abholen; er verlangt, dass Noÿs ihn begleitet. In der Vergangenheit eröffnet er ihr, dass er sie durchschaut hat: Sie hatte ihm die Erkenntnis über Coopers geplante Zeitreise suggeriert. Sie stammt aus den verborgenen Jahrhunderten, hat ihn manipuliert und wollte die „Ewigkeit“ zerstören. Noÿs bestätigt seinen Verdacht und sagt, die „Ewigkeit“ hätte die Menschheit auf dem Gewissen, die zu spät die interstellare Raumfahrt entwickelt und, als sie das schließlich doch tut, eine bereits besiedelte Galaxie vorfindet und dann, eingesperrt, auf der Erde durch eigene Trägheit vergeht. Harlan glaubt ihr schließlich, und mit seinem Entschluss, Cooper nicht zurückzuholen, zerbricht die Zeitschleife: Das Zeitreisegefäß verschwindet, und sie wissen, dass dies das Ende der „Ewigkeit“ bedeutet und den Beginn einer neuen Unendlichkeit (in der die Menschheit früher die interstellare Raumfahrt entwickeln wird).

## Verfilmungen
Eine erste Adaption in Spielfilmlänge mit dem Namen A halhatatlanság halála (wörtlich: Der Tod der Unsterblichkeit) entstand 1976/1977 für das ungarische Fernsehen. Drehbuchautor und Regisseur war András Rajnai, Jácint Juhász verkörpert darin die Hauptrolle des Technikers Harlan. Die Endsequenz, in der die „Ewigkeit“ zerstört wird, wird dabei von dem Stück On the Run aus dem Album The Dark Side of the Moon von Pink Floyd untermalt.
In der Sowjetunion wurde der Roman 1987 von Andrei Yermash (Андрей Филиппович Ермаш) weitgehend getreu unter dem Titel „Konjets vetschnosti“ (Конец Вечности) verfilmt. Allerdings endet der Film nicht in Kalifornien, sondern in München am HVB-Tower.

## Ausgaben
- Erstausgabe: The End of Eternity. 1955.
- abweichende Fassung in: Isaac Asimov: The Alternate Asimovs. 1987.
- deutsche Erstübersetzung: Am Ende der Ewigkeit. Übersetzt von Rainer Eisfeld. Pabel (Utopia-Großband #73), 1958.
- Neuübersetzung: Am Ende der Ewigkeit. Übersetzt von Walter Brumm. Heyne-Bücher #3088. Heyne, München 1967, DNB 455564736. Auch unter dem Titel: Das Ende der Ewigkeit. Übersetzt von Walter Brumm. Heyne, 1981, ISBN 3-453-30035-1.